# دولار سراوق
الدولار عملة راج سراوق من عام ١٨٥٨ إلى عام ١٩٥٣. وكان يُقسّم إلى ١٠٠ سنت. وظلّ الدولار على قدم المساواة مع دولار المضيق وخليفته الدولار الملايوي، عملة الملايو وسنغافورة، منذ طرحه حتى استبدال العملتين بدولار الملايو ودولار بورنيو البريطاني عام ١٩٥٣.
خلال فترة الاحتلال الياباني (1942-1945)، صدرت نقود ورقية بفئات تتراوح بين سنت واحد وألف دولار. حُدد سعر صرف هذه العملة عند دولار واحد = ين ياباني واحد، مقارنةً بسعر صرف 1:2 قبل الحرب. بعد الحرب، أُعلنت عملة الاحتلال الياباني بلا قيمة، واستعادت الإصدارات السابقة من دولار سراوق قيمتها مقابل الجنيه الإسترليني (شلنان وأربعة بنسات).

## عملات معدنية

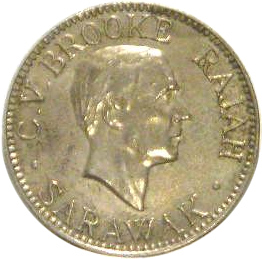
عملة معدنية بقيمة 10 سنتات سُكت في عام 1920 تحمل صورة تشارلز فينر بروك.

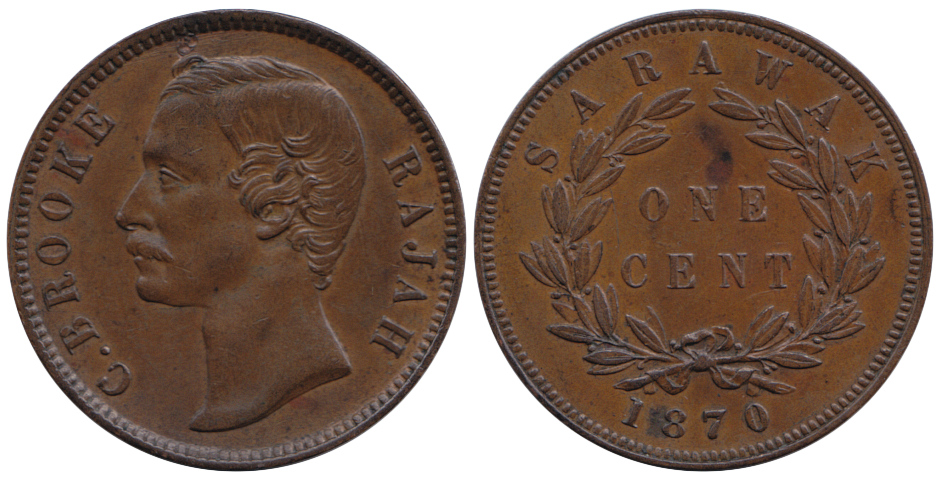
عملة معدنية بقيمة سنت واحد سُكت في عام 1870 تحمل صورة تشارلز بروك.

تحمل جميع عملات سراوق صورة واسم أحد " الراجا البيض " الثلاثة لسراوق، جيمس بروك حتى عام 1868، وتشارلز بروك من عام 1868 إلى عام 1917، وتشارلز فينر بروك من عام 1917 إلى نهاية هذه العملة في عام 1938. طوال تاريخ دولار سراوق، سُكت العملات المعدنية بقيم، سنت واحد، خمسة سنتات، عشرة سنتات، عشرون سنتًا، وخمسون سنتًا. النحاس كانت فئة هي أصغر فئة وأول فئة أُوقفت، حيث صُدرت آخر مرة في عام 1896. كانت مصنوعة دائمًا من النحاس، وبعد تقليص حجمها أُوقف إنتاجها في عام 1933. بدءًا من عام 1892، كانت العملات المعدنية من فئة 1 سنت تحتوي على ثقب في المنتصف، ولكن أُوقف تصميم الثقب بعد عام 1897.
في عام ١٩٢٠، سُكّت عملة السنت الواحد من النحاس والنيكل، ثم أُعيدت إلى البرونز عام ١٩٢٧. كانت عملات الخمسة والعشرة سنتات مصنوعة من ٨٠٪ فضة حتى عام ١٩٢٠، حين خُفِّضت نسبة الفضة فيها لفترة وجيزة إلى ٤٠٪، ثم استُبدلت بالنحاس والنيكل في العام نفسه. بقيت عملات العشرين والخمسين سنتًا مصنوعة من الفضة، ولكن في عام ١٩٢٠ خُفِّضت نسبة الفضة فيها من ٨٠٪ إلى ٤٠٪.

## الأوراق النقدية
أصدرت خزانة حكومة سراوق السلسلة الأولى. كانت أوراقًا نقدية مختومة يدويًا رديئة الجودة. أصدرت حكومة سراوق جميع الأوراق النقدية اللاحقة باستثناء ورقتي 10 سنتات و25 سنتًا عام 1919 (والتي أصدرتها الخزانة مرة أخرى). على مدار تاريخها، صدرت الأوراق النقدية بفئات 5 سنتات، و10 سنتات، و20 سنتًا، و25 سنتًا، و50 سنتًا، ودولار واحد، و5 دولارات، و10 دولارات، و25 دولارًا، و50 دولارًا، و100 دولار.

## روابط خارجية
- عملات معدنية من سراوق